# Pouso Novo
Pouso Novo är en kommun i Brasilien.   Den ligger i delstaten Rio Grande do Sul, i den södra delen av landet, 1 600 km söder om huvudstaden Brasília. Antalet invånare är 1 875.
I omgivningarna runt Pouso Novo växer i huvudsak städsegrön lövskog. Runt Pouso Novo är det ganska glesbefolkat, med 28 invånare per kvadratkilometer.